# Покровка (Карасукский район)
Покровка — посёлок в Карасукском районе Новосибирской области. Входит в состав Ирбизинского сельсовета.

## География
Площадь посёлка — 23 гектара

## Население
| 2002 | 2007 | 2010 |
| ---- | ---- | ---- |
| 62   | ↘49  | ↘38  |

## История
Основан в 1908 году. В 1928 г. деревня Покровка состояла из 63 хозяйств, основное население — украинцы. В составе Павловского сельсовета Черно-Курьинского района Славгородского округа Сибирского края.

## Инфраструктура
В посёлке по данным на 2007 год отсутствует социальная инфраструктура.